# Costantino di Hohenzollern-Hechingen
Federico Guglielmo Costantino Ermanno Tassilo di Hohenzollern-Hechingen, conosciuto come Costantino (Żagań, 16 febbraio 1801 – Zielona Góra, 3 settembre 1869), è stato l'ultimo principe di Hohenzollern-Hechingen.

## Biografia
Costantino era l'unico figlio maschio del principe Federico di Hohenzollern-Hechingen (1776-1838) e di sua moglie, la principessa Paolina Biron di Curlandia (1782-1845).
Costantino resse sostanzialmente le sorti dello stato ancor prima della propria ascesa al trono, ovvero nel periodo di malattia del padre dal 1834 al 1838. Con la morte della propria zia, inoltre, egli divenne nel 1842 anche duca di Sagan (in polacco Żagań).
A differenza dei propri parenti che governavano il principato di Hohenzollern-Sigmaringen, che dopo i fatti del 1848 avevano lasciato il governo del principato, Costantino mantenne il governo sul proprio stato indipendente sino al 7 dicembre 1849, quando ricevette un indennizzo di 10.000 talleri e fu costretto a cedere il principato al governo prussiano che andava fortificandosi anche al proprio interno, assorbendo gli antichi stati satelliti medievali che lo componevano.
Come patrono delle arti, per tutta la propria vita promosse un'attività musicale notevole anche a livello di musica da camera e da cappella.
Costantino morì nel 1869.

## Matrimoni e figli

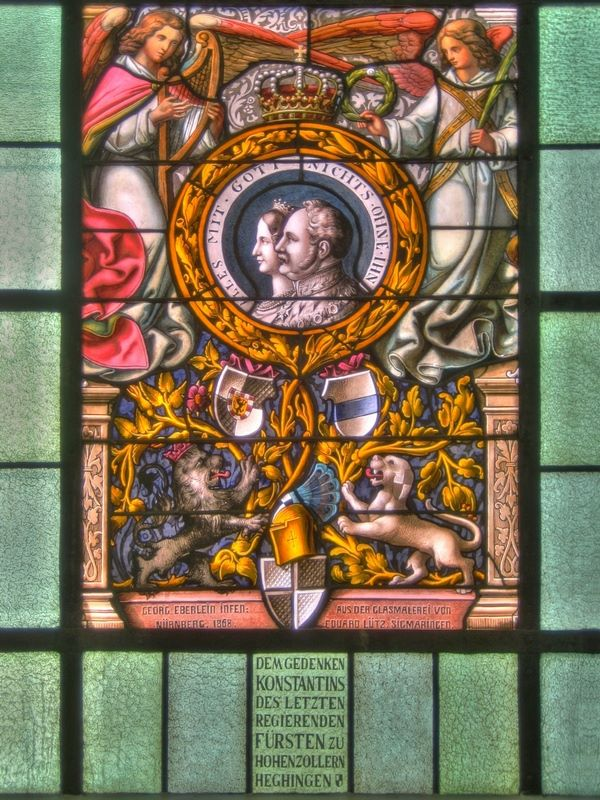
Vetrata della chiesa di Hechingen che mostra Costantino e la moglie Eugenia ritratti di profilo

Costantino sposò la principessa Eugenia di Leuchtenberg (figlia di Eugenio di Beauharnais, figliastro di Napoleone Bonaparte), che sposò il 22 maggio 1826 a Eichstätt, ma dalla quale non ebbe figli.
Dopo la morte della prima moglie nel settembre del 1847, sposò nel 1850 morganaticamente la baronessa Amalie Schenk von Geyern, che venne elevata al rango di contessa di Rothenburg dal re di Prussia. Da quest'ultima unione nacquero i seguenti figli che però non poterono succedergli al trono:
- Elisabetta (1852-1914), contessa di Rothenburg
- Federico Guglielmo Carlo (1856-1912), conte di Rothenburg
- Guglielmo (1861-1929), conte di Rothenburg

Costantino ebbe inoltre una relazione con Sophie Scherer dalla quale nacque una figlia:
- Ludovica Sofia (1824-1884)

## Ascendenza
|                                      |                                           |                                                | Genitori                                       |  |  | Nonni |  |  | Bisnonni                                    |  |  | Trisnonni                                  |  |
|                                      |                                           |                                                |                                                |  |  |       |  |  | Francesco Saverio di Hohenzollern-Hechingen |  |  | Ermanno Federico di Hohenzollern-Hechingen |  |
|                                      |                                           |                                                |                                                |  |  |       |  |  | Francesco Saverio di Hohenzollern-Hechingen |  |  | Ermanno Federico di Hohenzollern-Hechingen |  |
|                                      |                                           | Giuseppa di Oettingen-Spielberg                |                                                |  |  |       |  |  | Francesco Saverio di Hohenzollern-Hechingen |  |  |                                            |  |
| Ermanno di Hohenzollern-Hechingen    |                                           |                                                |                                                |  |  |       |  |  | Francesco Saverio di Hohenzollern-Hechingen |  |  |                                            |  |
|                                      |                                           | Anna von Hoensbroech                           | Hermann Otto von Hoensbroech                   |  |  |       |  |  |                                             |  |  |                                            |  |
|                                      |                                           | Anna von Hoensbroech                           | Hermann Otto von Hoensbroech                   |  |  |       |  |  |                                             |  |  |                                            |  |
|                                      |                                           | Anna von Hoensbroech                           | Anna Marie Juliana Félicité van Tzevel         |  |  |       |  |  |                                             |  |  |                                            |  |
| Federico di Hohenzollern-Hechingen   |                                           | Anna von Hoensbroech                           |                                                |  |  |       |  |  |                                             |  |  |                                            |  |
|                                      |                                           | François Joseph de Gavre, II principe di Gavre | Charles Emmanuel de Gavre, I principe di Gavre |  |  |       |  |  |                                             |  |  |                                            |  |
|                                      |                                           | François Joseph de Gavre, II principe di Gavre | Charles Emmanuel de Gavre, I principe di Gavre |  |  |       |  |  |                                             |  |  |                                            |  |
|                                      |                                           | François Joseph de Gavre, II principe di Gavre | Louise Theresia de Waha de Fronville           |  |  |       |  |  |                                             |  |  |                                            |  |
| Marie Maximiliane de Gavre           |                                           | François Joseph de Gavre, II principe di Gavre |                                                |  |  |       |  |  |                                             |  |  |                                            |  |
|                                      |                                           | Marie-Anne de Rouveroy de Pamele               | Henri Joachim de Rouveroy de Pamele            |  |  |       |  |  |                                             |  |  |                                            |  |
|                                      |                                           | Marie-Anne de Rouveroy de Pamele               | Henri Joachim de Rouveroy de Pamele            |  |  |       |  |  |                                             |  |  |                                            |  |
|                                      |                                           | Marie-Anne de Rouveroy de Pamele               | Charlotte Gabrielle de Watteville              |  |  |       |  |  |                                             |  |  |                                            |  |
| Costantino di Hohenzollern-Hechingen |                                           | Marie-Anne de Rouveroy de Pamele               |                                                |  |  |       |  |  |                                             |  |  |                                            |  |
|                                      | Ernesto Giovanni Biron, duca di Curlandia | Carl von Biron                                 |                                                |  |  |       |  |  |                                             |  |  |                                            |  |
|                                      | Ernesto Giovanni Biron, duca di Curlandia | Carl von Biron                                 |                                                |  |  |       |  |  |                                             |  |  |                                            |  |
|                                      | Ernesto Giovanni Biron, duca di Curlandia | Catharina Hedwig von Raab                      |                                                |  |  |       |  |  |                                             |  |  |                                            |  |
| Peter von Biron, duca di Curlandia   | Ernesto Giovanni Biron, duca di Curlandia |                                                |                                                |  |  |       |  |  |                                             |  |  |                                            |  |
|                                      |                                           | Benigna Gottlieb von Trotha gt Treyden         | Lewin von Trotta zu Treyden                    |  |  |       |  |  |                                             |  |  |                                            |  |
|                                      |                                           | Benigna Gottlieb von Trotha gt Treyden         | Lewin von Trotta zu Treyden                    |  |  |       |  |  |                                             |  |  |                                            |  |
|                                      |                                           | Benigna Gottlieb von Trotha gt Treyden         | Anna Elisabeth von Wildemann                   |  |  |       |  |  |                                             |  |  |                                            |  |
| Paolina Biron                        |                                           | Benigna Gottlieb von Trotha gt Treyden         |                                                |  |  |       |  |  |                                             |  |  |                                            |  |
|                                      |                                           | Federico von Medem                             | Alexander von Medem                            |  |  |       |  |  |                                             |  |  |                                            |  |
|                                      |                                           | Federico von Medem                             | Alexander von Medem                            |  |  |       |  |  |                                             |  |  |                                            |  |
|                                      |                                           | Federico von Medem                             | Dorothea Veronica von der Osten-Sacken         |  |  |       |  |  |                                             |  |  |                                            |  |
| Dorothea von Medem                   |                                           | Federico von Medem                             |                                                |  |  |       |  |  |                                             |  |  |                                            |  |
|                                      |                                           | Louise Charlotte von Manteuffel                | Christoph Friedrich von Manteuffel             |  |  |       |  |  |                                             |  |  |                                            |  |
|                                      |                                           | Louise Charlotte von Manteuffel                | Christoph Friedrich von Manteuffel             |  |  |       |  |  |                                             |  |  |                                            |  |
|                                      |                                           | Louise Charlotte von Manteuffel                | Louise Katharina von der Brüggen               |  |  |       |  |  |                                             |  |  |                                            |  |
|                                      |                                           | Louise Charlotte von Manteuffel                |                                                |  |  |       |  |  |                                             |  |  |                                            |  |